# Композиція (комбінаторика)
В математиці, композиція цілого n являє собою спосіб запису n в вигляді суми послідовності (строго) додатних цілих чисел. Дві послідовності, які розрізняються порядком їх членів, визначають різні композиції їх сум, в той час їх можна розглядати як однакові розбиття цього числа. Кожне ціле число має скінченне число різних композицій. Негативні числа не мають будь-яких композицій, але 0 має одну композицію — порожню послідовність. Кожне натуральне число n має 2n−1 різних композицій.

Бієкція між 3-бітними двійковими числами і композиціями 4

Слабка композиція цілого числа n подібна композиції n, але з урахуванням членів послідовності, рівних нулю: це спосіб запису n як суми послідовності від'ємних цілих. Як наслідок, кожне додатне ціле число допускає нескінченно багато слабких композицій (якщо їх довжина не обмежена). Додавання ряду членів 0 до кінця слабкої композиції, як правило, не розглядаються для визначення іншої слабкої композиції; Іншими словами, слабкі композиції можуть бути неявно розширеними нескінченно за членами 0.
Для подальшого узагальнення,  A-обмежена композиція цілого числа n для підмножини A (без невід'ємних або додатних) цілих чисел являє собою упорядкований набір з одного або декількох елементів в A, сума яких дорівнює n.

## Приклади

32 композиції 6
1 + 1 + 1 + 1 + 1 + 1
2 + 1 + 1 + 1 + 1
1 + 2 + 1 + 1 + 1
...
1 + 5
6

11 розбиттів 6
1 + 1 + 1 + 1 + 1 + 1
2 + 1 + 1 + 1 + 1
3 + 1 + 1 + 1
...
3 + 3
6

Шістнадцять композицій 5 мають наступний вид:
- 5
- 4 + 1
- 3 + 2
- 3 + 1 + 1
- 2 + 3
- 2 + 2 + 1
- 2 + 1 + 2
- 2 + 1 + 1 + 1
- 1 + 4
- 1 + 3 + 1
- 1 + 2 + 2
- 1 + 2 + 1 + 1
- 1 + 1 + 3
- 1 + 1 + 2 + 1
- 1 + 1 + 1 + 2
- 1 + 1 + 1 + 1 + 1.

Порівняємо сім розбиттів 5:
- 5
- 4 + 1
- 3 + 2
- 3 + 1 + 1
- 2 + 2 + 1
- 2 + 1 + 1 + 1
- 1 + 1 + 1 + 1 + 1.

Можна накладати обмеження на частини композицій. Наприклад, п'ять композицій 5 на різні доданки:
- 5
- 4 + 1
- 3 + 2
- 2 + 3
- 1 + 4.

Порівняємо це з трьома розбиттями 5 на різні доданки:
- 5
- 4 + 1
- 3 + 2.

## Число композицій
За домовленістю порожню композицію вважають єдиною композицією 0, і що немає композицій від'ємних цілих чисел. Існує 2n−1 композицій чисел n ≥ 1. Доведення:
Розміщення знака «плюс» або коми в кожному з n − 1 комірок масиву
{\displaystyle {\big (}\,\overbrace {1\,\square \,1\,\square \,\ldots \,\square \,1\,\square \,1} ^{n}\,{\big )}}
відповідає унікальній композиції n. І навпаки, кожна композиція n визначає розподіл знаків плюс і ком. Оскільки для кожного з n − 1 місця у нас є дві можливості, то загальна кількість комбінацій відповідно до правила добутку буде 2n−1, що і потрібно довести. Той же аргумент показує, що кількість композицій n складених точно з k частин можна отримати за допомогою біноміального коефіцієнту {\displaystyle {n-1 \choose k-1}}. Далі, підсумовуючи всі можливі кількості частин, у підсумку отримуємо 2n−1 як загальну суму композицій n:
{\displaystyle \sum _{k=1}^{n}{n-1 \choose k-1}=2^{n-1}.}
Для слабких композицій це кількість буде {\displaystyle {n+k-1 \choose k-1}}, бо кожна k-композиція n + k відповідає одному з n за правилом [a + b + … + c = n + k] → [(a − 1) + (b − 1) + … + (c − 1) = n].
Для A-обмежених композицій кількість композицій n на k частинах можна отримати через розширений біноміальний (або поліноміальний) коефіцієнт {\displaystyle {\binom {k}{n}}_{(1)_{a\in A}}=[x^{n}](\sum _{a\in A}x^{a})^{k}}.

## Дивиться також
- Зірки та риски

## Зовнішні посилання
- Калькулятор розбиттів і композицій [Архівовано 30 Червня 2018 у Wayback Machine.]